# 皇家劇院 (德魯里巷)
德魯里巷皇家劇院（英語：Theatre Royal, Drury Lane）是倫敦柯芬園的一所西區劇院，屬於一級登錄建築。劇院面朝凱瑟琳街背朝德魯里巷。現在的建築並不是最初的樣子，而是經過了三次重建之後的結果，最早的建築歷史可追溯到1663年，若還存在就是倫敦最古老的劇院。 歷史上大部分時期，它是特許劇院，專門上演規定種類的戲劇。
1660年代早期托馬斯·基利格魯下令建造這所劇院，雇佣了包括妮尔·格温在内的一批当时著名演员来定期出演剧目。1672年失火，于是基利格鲁又在其基础上重建了更大的一所劇院，1674年開張。這第二棟建築佇立了將近120年，經任院長為柯萊·西伯、大衛·加里克、理查德·布林斯利·谢立丹。
1791年謝立丹將舊建築拆毀，再次擴大面積。新樓在1794年開張，但是15年後的1809年就再次失火焚毀, 現在的建築建造於1812年，埃德蒙·基恩、丹·雷諾等演員曾在這裡出演、居住。二戰以後主要上演音樂劇。現劇院所有者是作曲家安德魯·勞埃德·韋伯的公司真正好集團。

## 外部連結
- Theatre Royal, Drury Lane Official Site （页面存档备份，存于）
- Theatre History（页面存档备份，存于） Including many pictures not seen elsewhere.
- Profile of the theatre and many other London theatres （页面存档备份，存于）
- . . 1905.
- The Telegraph （页面存档备份，存于）
- SpecFinish Magazine （页面存档备份，存于）